# Carnotaurus
A Carnotaurus (nevének jelentése ’húsevő bika’, a latin carne ’hús’ és a görög tauros ’bika’ szavak összetételéből) egy nagy méretű húsevő dinoszaurusz volt, mely a fején a bikáéra emlékeztető szarvakat viselt. A Carnotaurus Patagóniában élt, a mai Argentína területén, a késő kréta kor maastrichti korszaka idején. José F. Bonaparte fedezte fel, több más dél-amerikai dinoszaurusz mellett. Egyetlen faját írták le, a Carnotaurus sastreit.

## Anatómia

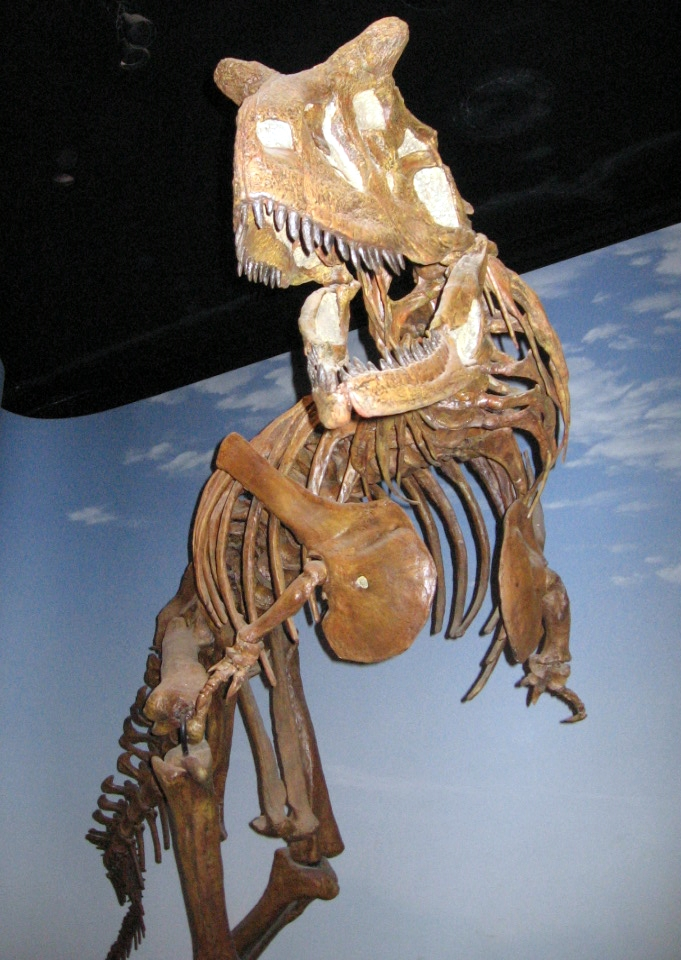
A Carnotaurus csontváza a Londoni Természetrajzi Múzeumban (Natural History Museum, London)

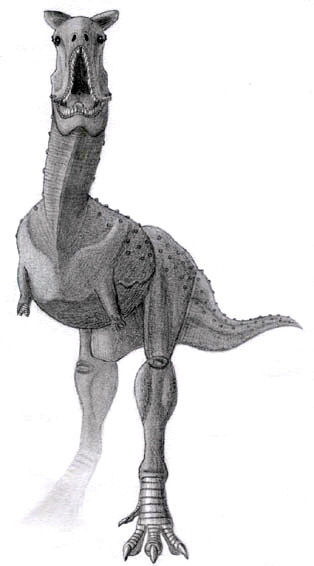
A Carnotaurus sastrei elölnézetből

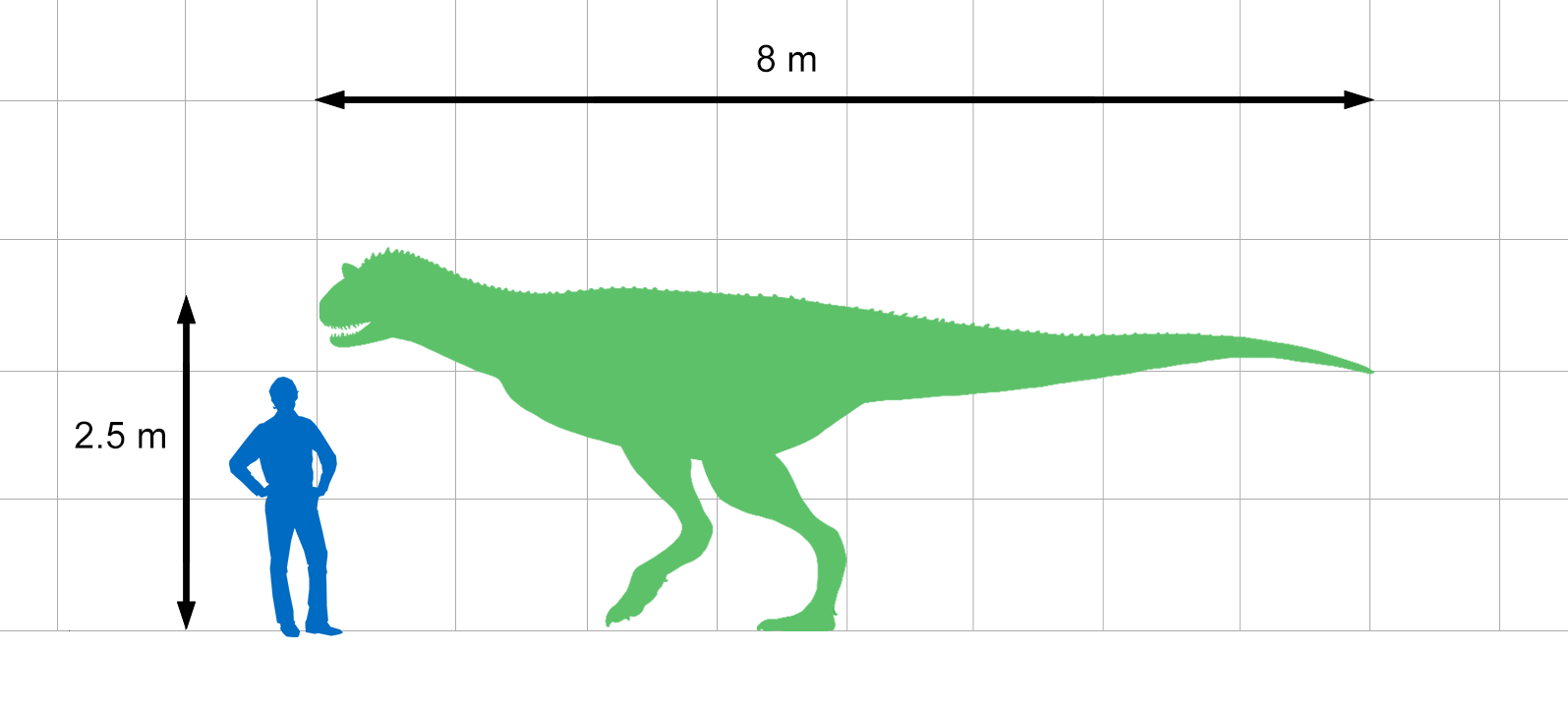
A Carnotaurus és az ember méretének összehasonlítása

A Carnotaurus egy közepes méretű, körülbelül 7,5–8 méter hosszú, a csípőjénél 2,5–3 méter magas theropoda volt. A tömegét különböző becslési módszerek alapján 1350, 1500, 2000 és 2100 kilogrammra becsülték. Legmegkülönböztetőbb jellemzője egy pár vastag szarv, melyek a szemei felett helyezkedtek el, valamint a rendkívül rövid négyujjú mellső lábak. Emellett az állatnak (más theropodákhoz képest) szokatlanul hosszú nyaka, kis koponyája és doboz alakú pofája volt. Széles mellkassal és vékony farokkal rendelkezett. A Carnotaurus szemei, a dinoszauruszoknál szokatlan módon előre néztek, és feltehetően binokuláris látást és mélységészlelést biztosítottak.
A Carnotaurus mély, súlyosnak tűnő koponyája és alacsony, karcsú állkapcsa közötti ellentét oka rejtély. Eddig senki sem volt képes megmagyarázni, hogyan hathatott ez a táplálkozási módjára.
Egyetlen olyan, közel teljes csontvázat írtak le, amely a jobb oldalán egy majdnem teljes bőrlenyomatot is tartalmazott, ami megmutatta, hogy a Carnotaurus a fejlettebb coelurosaurus theropodáktól eltérően nem rendelkezett tollakkal (lásd még: tollas dinoszauruszok). Ehelyett a bőrt több sor, a gerinc irányában megnagyobbodó kiemelkedés borította.
A típusfaj, a Carnotaurus sastrei az egyetlen ismert faj. A legközelebbi rokonai közé tartozik az (argentin) Aucasaurus, a (madagaszkári) Majungasaurus és a(z indiai) Rajasaurus. E dinoszauruszok együtt alkotják az Abelisauridae család Carnotaurinae alcsaládját. A carnotaurinák között a Carnotaurus legközelebbi rokona az Aucasaurus, mellyel együtt a Carnotaurini nemzetségbe tartoznak.

## Popkulturális hatás
Az 1990-es évek közepe óta a Carnotaurus alkalmanként feltűnik a populáris kultúrában: 
- Egyik legkorábbi jelentős szerepét Michael Crichton 1995-ös Az elveszett világ: Jurassic Park című művében kapta. A regényben a Carnotaurus (egy teljesen fiktív) színváltoztató képességgel rendelkezett, ami lehetővé tette, hogy egy kaméleonhoz vagy lábasfejűhöz hasonlóan beleolvadjon a háttérbe.[5] Bár az 1997-es filmváltozatban nem volt látható, a Carnotaurus a Jurassic Park franchise-ban, például videojátékokban a későbbiekben többször is megjelent.
- Egy másik jelentős szerepe a Disney által 2000-ben készített Dínó című animációs film, melyben két Carnotaurus rátámad egy nagy növényevő dinoszaurusz csordára. A Carnotaurus a filmben sokkal nagyobbnak látszik, mint amekkora a valóságban volt, a méretei jobban hasonlítanak az óriás theropodáéra, a Tyrannosauruséra. A valóságban a Carnotaurus kisebb volt a főszereplő Iguanodonnál.[6] A film alapján a Disney World Disney's Animal Kingdom Parkjában egy szellemvasutat építettek, melyben többek között egy audio-animatronikus Carnotaurus is helyet kapott.
- Szerepel a Jurassic World: Bukott birodalom című filmben, továbbá a Jurassic World: Krétakori tábor című animációs sorozat első és második évadában is felbukkan egy Toro nevű példány.
- A carnotaurus-ok szerepet kapnak a "Prehisztorikus bolygó" (Prehistoric Planet) című 2022-es brit-amerikai dokumentumfilm-sorozat 1.évad 5. ("Forests" című) részében, ahol rövid, alsó felén kék színű mellső végtagjaikat partnerük lenyűgözésében használják, násztáncuk során.[7]

## Fordítás
Ez a szócikk részben vagy egészben  a   Carnotaurus című angol Wikipédia-szócikk ezen változatának fordításán alapul.  Az eredeti cikk szerkesztőit annak laptörténete sorolja fel. Ez a jelzés csupán a megfogalmazás eredetét és a szerzői jogokat jelzi, nem szolgál a cikkben szereplő információk forrásmegjelöléseként.